# 리하르트 슈트라우스
리하르트 슈트라우스(Richard Strauss, 1864년 6월 11일 ~ 1949년 9월 8일)는 독일의 작곡가이자 지휘자이다. 바그너 이후 독일의 가장 뛰어난 작곡가의 한 사람이다. 독일 후기 낭만파의 마지막을 대표하는 대작곡가로 손꼽힌다.
1864년 6월 11일에 궁정악단의 호른 주자인 아버지에게서 태어났다. 1882년부터 3년에 걸쳐서 뮌헨 대학교에서 철학을 배웠다. 젊었을 때의 작품에서 고전파, 슈만, 브람스 등의 영향을 볼 수 있다. 1884년에는 대지휘자 한스 폰 뷜로에게 인정받아 다음해 그가 지휘하고 있던마이닝겐 궁정악단의 보조지휘자 및 합창지휘자가 되었고, 곧 궁정악장에 취임하였다. 슈트라우스는 뷜로의 영향으로 한때 브람스 찬미자가 되었으나, 프란츠 리스트나 리하르트 바그너 등의 이른바 신낭만주의로 개종함으로써 일생의 태도를 결정하였다. 1886년에는 마이닝겐을 떠나 이탈리아를 여행한 뒤, 뮌헨의 궁정가극장의 제3악장으로 취임하였다. 이탈리아 여행의 성과인 교향적 환상곡 《이탈리아에서》를 1887년에 완성하였고, 1889년 10월에는 바이마르 궁정극장의 제1악장이 되었다. 1889년 작곡인 《돈 후앙》은 레나우의 시에 의한 교향시로서, 앞서 작곡한 《이탈리아에서》가 모음곡풍이었던 것과는 달리 리스트가 확립시킨 교향시의 양식을 따르고, 슈트라우스의 독창적 개성이 발휘된 최초의 걸작이다. 이 시기에는 또 《죽음과 변용(變容)》(1889), 《맥베스》(1887-1890) 등을 발표함으로써 작곡가로서의 지위를 확립하였다. 1892-1893년의 겨울에는 그리스·이집트·시칠리아 등으로 여행하고, 최초의 음악극 《군트람》의 대본을 쓰면서 음악도 일부 작곡하였다. 1894년 여름, 바이로이트에서 《탄호이저》를 지휘했으며, 10월에는 다시금 바이마르로 초빙되어 그 곳의 궁정악장이 되었다. 또 이해에는 《군트람》 초연의 주역을 연출한 가수 파울리네 데 아나(Pauline de Ahna)와 결혼했는데, 이 즈음부터 명가곡들을 작곡하기 시작했다. 이해부터 또 뮌헨 가극장의 지휘자가 되었고 1908년 베를린에서 뷜로의 뒤를 이어 필하모니를 지휘하였다. 《틸 오일렌슈피겔의 유쾌한 장난》, 스탠리 큐브릭 감독의 영화 《2001: 스페이스 오디세이》의 삽입곡으로 유명한 《차라투스트라는 이렇게 말했다》 등이 이 무렵 작곡되었다. 1898-1918년에는 베를린 제실가극장의 제1악장을 맡았다. 1905년에는 악극 《살로메》가 드레스덴에서 초연되어 성공하였다. 이어서 오페라 《엘렉트라》(1908)를 작곡하여 근대적인 작곡 기교를 활용하였다. 1917년부터 1920년까지는 베를린 고등음악학교의 작곡과 주임교수이기도 하였다. 그러나 또, 1919-1924년에는 프란츠 샬크와 함께 빈 국립가극장의 지휘도 하였다. 교향적 변주곡 《돈 키호테》(1898)나 교향시 《영웅의 생애》(1899), 《가정교향곡》(1904) 등의 표제악적 관현악곡을 작곡하였으나, 《살로메》와 《엘렉트라》의 성공으로 슈트라우스는 가극의 창작에 흥미를 갖고 그 밖의 장르는 그다지 작곡하지 않게 되었다. 1911년에 희곡 《장미의 기사》가 드레스덴에서 초연되고, 이것이 또 앞의 두 작품에 뒤지지 않는 성공을 거두었다. 이미 《엘렉트라》에서부터 슈트라우스는 오스트리아의 시인 후고 폰 호프만스탈에게 가극의 대본을 쓰게 하고 있었지만, 이 두 사람의 협력은 《장미의 기사》에서 굉장한 성과를 거두었다. 다음의 가극 《낙소스의 아리아드네》는 몰리에르의 《거리의 귀족》 뒤에 상연되어야 할 것으로서 구상되었다. 1912년 슈투트가르트에서 초연되었으나 성공하지 못하였고, 그 후 1916년 빈 상영을 위한 개정판이 만들어졌는데, 이 작품은 지금까지도 종종 상연된다. 1915년에는 《알프스 교향곡》을 작곡하고, 1919년에는 악극적인 《그림자 없는 여인》이 빈에서 초연되었다. 1933년부터 1935년까지 독일 음악극 총재로 있었다. 1945년 스위스로 이주하였고, 2년 후에는 토머스 비첨에게 초빙됨으로써 영국에서 지휘봉을 쥐었으나, 그 뒤로는 정양을 계속하다가 1949년 9월 8일 85세로 세상을 떠났다.
슈트라우스의 주된 작품은 대체로 위에 말한 것들이지만, 그것들은 주로 교향시와 가극과 가곡의 세 분야에 걸쳐 있다. 교향시에서 슈트라우스는 베를리오즈나 리스트를 본으로 하여 출발하고, 바그너의 라이트모티프라든가 심리표현의 수법을 이용하고, 대관현악을 뛰어난 작곡기법으로 활용함으로써 매우 효과적인 음악을 작곡하였다. 가극도 주로 바그너의 영향하에서 출발하였으나, 그 밖에 과거의 오페라 양식을 교묘히 자기의 것으로 하여 아름다운 가극을 만들었다. 일생동안 가곡을 작곡하였으나, 초기의 작품들이 가장 많이 불린다. 빈의 대중적인 왈츠 작곡가였던 요한 슈트라우스 2세와는 무관하다.

## 생애

### 어린 시절
그는 1864년 6월 11일, 당시 바이에른 왕국의 뮌헨에서, 뮌헨 왕립 오페라의 수석 호른 주자였던 프란츠 슈트라우스의 아들로 태어났다. 어린 시절 그의 아버지로부터 완벽하지만 보수적인 음악 교육을 받았다. 어려서부터 재능이 뛰어나 4세 때부터 피아노를 배우고 6세 때 작곡을 하였다.
소년 시절에 뮌헨 왕립 오케스트라의 리허설에 참석할 수 있는 좋은 행운을 잡았고, 또한 그곳의 보조 지휘자로부터 음악 이론과 관현악법에 대한 개인 교습을 받았다. 1874년에 슈트라우스는 처음으로 바그너의 오페라 《로엔그린》, 《탄호이저》, 그리고 《지크프리트》를 들었다. 바그너의 음악이 슈트라우스의 음악 양식에 준 영향은 깊었지만, 처음에 그의 아버지는 그가 바그너의 음악을 공부하는 것을 금했다. 그가 《트리스탄과 이졸데》 악보를 얻은 것은 16세 때였다. 사실, 슈트라우스 집안에서 리하르트 바그너의 음악은 열등한 것으로 취급되었고 말년의 리하르트 슈트라우스는 이것을 깊게 후회한다고 말했다고 한다.
1882년에 그는 뮌헨 대학교에 입학하여 철학과 예술사를 배웠지만 일년 후에 베를린으로 떠났다. 거기에서 그는 자리를 얻기 전에 보조 지휘자로서 한스 폰 뷜로에게서 잠깐 배우고, 뷜로가 1885년에 은퇴했을 때에 뮌헨에서 그의 자리를 이었다. 이 시기 그의 작곡법은 꽤 보수적이어서, 그의 아버지에게 진리였던 로베르트 슈만이나 펠릭스 멘델스존의 양식을 띠었다. 그의 호른 협주곡 제1번(1882–1883)은 이 시기를 대표하는 곡으로 현재에도 자주 연주된다. 슈트라우스의 양식은, 리하르트 바그너의 조카딸 중 한 명의 남편이었던 알렉산더 리터를 만나고부터 바뀌기 시작했다. 슈트라우스로 하여금 그의 젊은 시절의 보수적인 양식을 버리고 교향시를 쓰도록 설득했던 것이 리터였다. 그는 또한 슈트라우스에게 리하르트 바그너의 수필과 쇼펜하우어의 철학을 소개했다. 슈트라우스는 리터의 오페라 중 하나를 지휘하게 되었고, 나중에 리터는 슈트라우스의 작품인 《죽음과 정화》에 기초한 시를 썼다.

### 슈트라우스와 나치
독일에서 나치당이 실권을 잡은 후의 슈트라우스의 역할을 둘러싼 많은 논란이 있다. 어떤 사람은 그가 계속 비정치적이었으며 전혀 나치에 협조하지 않았다고 말한다. 다른 사람은 그는 제3제국의 공직자였다는 점을 지적한다.
1933년 11월에, 슈트라우스와 아무런 상의도 하지 않고 요제프 괴벨스는 그를 '제국음악원(Reichsmusikkammer)'의 장으로 지목한다. 슈트라우스는 그의 공직을 유지하지만 비정치적으로 남기로 결정했는데, 순진한 것으로 비판받지만 주변 환경을 고려했을 때 가장 현명한 것으로 보이는 결정이었다. 이 위치에 있는 동안 그는 1936년 올림픽을 위해 올림픽 송가를 작곡하고 지휘했으며, 또한 몇몇 고위 나치당원과 친분을 맺었다. 명백히 그의 의도는 그의 며느리이며 유태인이었던 앨리스를 학살로부터 보호하고자 하는 것이었다. 1935년에, 슈트라우스는 《Die schweigsame Frau》의 광고 전단으로부터 유태인 대본작가였던 그의 친구 Stefan Zweig의 이름을 삭제하는 것을 거부한 후에, 그의 '제국음악부' 지위로부터 은퇴하도록 강요받았다. 1935년 6월 17일, 스트라우스는 Stefan Zweig에게 다음과 같은 편지를 썼다.
Zweig에게 쓴 이 편지는 게슈타포가 가로챘고, 게슈타포는 이를 히틀러에게 보냈다. 나치는 슈트라우스로 하여금 제국음악원 회장(Reichsmusikkammer-Präsident)을 사임하도록 강요하여 그는 사임을 하게 된다. 슈트라우스는 1936년 베를린 하계올림픽에서 Robert Lubahn의 가사에 곡을 붙인 올림픽 개막음악(세계인이여! 우리 국민의 손님 /Völker! Seid des Volkes Gäste)을 작곡하기도 하였다.
1938년, 나라 전체가 전쟁을 준비하고 있던 시기에, 근본적으로 평화에 대한 송가이자 제3제국에 대한 얇게 가린 비평에 다름 아니었던 《평화의 날》(30년 전쟁 때 포위된 요새 안을 배경으로 한 단막 오페라) 을 제작하기로 한 그의 결정은 뜻밖으로 용감해 보였다. 작품 내의 자유와 종속, 전쟁과 평화, 빛과 어둠의 대비로, 이 작품은 슈트라우스의 다른 어떤 최근 오페라보다도 《피델리오》와 연관된 것으로 간주되어 왔다. 오페라 제작은 1939년 전쟁의 발발로 중단되었다.
그의 유태인 며느리인 앨리스가 1938년에 Garmisch에서 가택 연금되어 있을 때에 슈트라우스는 그녀와 손자들의 안전을 보장하기 위해 베를린과의 연결(가령 베를린의 장이었던 Heinz Tietjen)을 이용했다. 게다가 그가 그의 공직을 다른 유태인 친구와 동료를 보호하기 위해 사용하려 했다는 제안도 있다. 불행히도 슈트라우스는 나치의 반유태주의에 대한 그의 느낌을 다룬 구체적인 기록이나 증언을 남기고 있지 않아서, 그 기간의 그의 행적에 대한 재구성은 추측에 불과하다. 1930년대 대부분의 그의 행동이 단순한 협력과 반항의 중간이었던 데에 반해, 그의 음악만은 되돌아보건대 평화주의자 드라마 《평화의 날》과 같이 반항적인 행로가 명백했다.
1942년에 슈트라우스는 그의 가족과 함께 빈으로 돌아왔으며, 거기에서 앨리스와 그녀의 아이들은 비엔나의 수장이었던 Baldur von Schirach에 의해 보호될 수 있었다. 불행히도 그조차도 슈트라우스의 유태인 친척을 완전히 보호할 수는 없어서 1944년 초에 슈트라우스가 나가 있는 동안에 앨리스와 프란츠가 게슈타포에 의해 유괴되어 이틀 밤을 갇혀 있었다. 이 시점에서 오직 슈트라우스의 개인적인 개입만이 그들을 구할 수 있었고, 그는 그 두 명을 Garmisch로 되돌려 보낼 수 있었다. 그들은 거기에서 가택 연금 상태로 전쟁이 끝날 때까지 남아 있었다.

### 말년

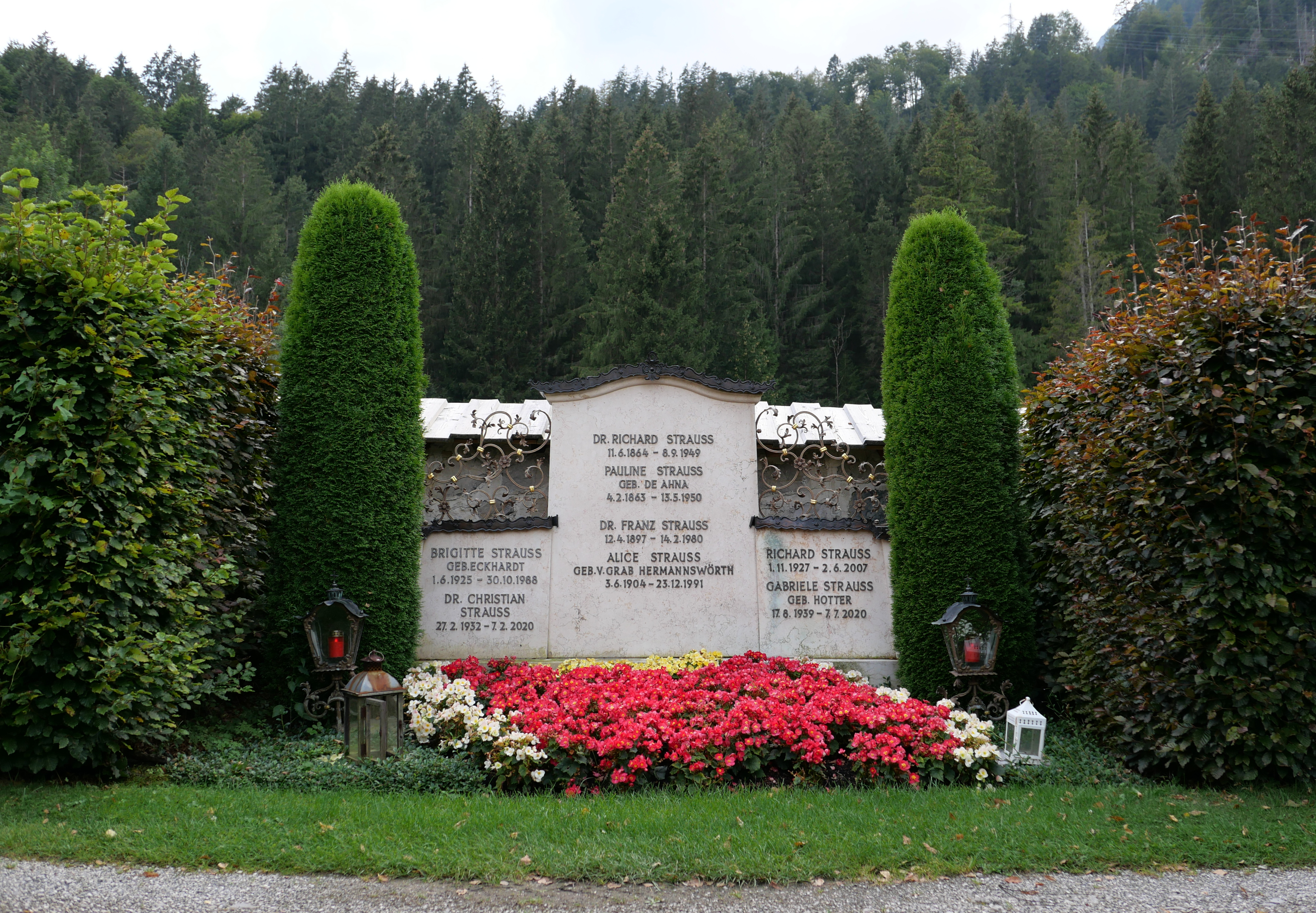
2024년의 무덤.

1948년에 슈트라우스는 그의 마지막 작품인 소프라노와 관현악을 위한 《네 개의 마지막 노래》를 썼다. 그의 생애 전반에 걸쳐 가곡을 썼지만, 이것들이 아마도 가장 잘 알려진 곡일 것이다. 그보다 젊은 작곡가들의 작품과 비교했을 때에 슈트라우스의 화성적, 선율적 언어는 이 시대에 비해 조금 뒤처진 것처럼 보였다. 그럼에도 불구하고 그의 곡은 항상 청중과 연주자에게 인기가 있었다.
슈트라우스는 1949년 9월 8일에 가르미슈파르텐키르헨에서 85세로 세상을 떠났다. 슈트라우스의 유해는 화장되었습니다. 항아리는 가르미슈파르텐키르헨(Garmisch-Partenkirchen)에 있는 가르미슈 묘지에 묻혀 있는데, 그의 아내 Pauline, 그들의 아들 Franz(1898-1980), 그의 아내 Alice(1904-1991), 손자 Richard(1927-2007)와 그의 아내 Gabrielle이 묻힌 무덤입니다. , née Hotter (1939–2020), 손자 Christian과 그의 아내 Brigitte, née Eckhardt (1925–1988)가 묻혔습니다.

### 여담
전쟁이 끝난 직후인 1945년 4월 30일. 슈트라우스가 살고있던 가르미슈를 점령한 미군은 다음날인 5월 1일 당시 그곳에서 가장 규모가 컸던 슈트라우스의 저택을 징발해 지휘본부로 사용하려고 하였다. 이에 미군 몇 명이 소총을 들고 집 안으로 들어서자 놀란 슈트라우스는 미군을 향해 "나는 오페라 '장미의 기사'와 '살로메'를 작곡한 리하르트 슈트라우스"라 말을 했는데 마침 병사들을 지휘하던 밀턴 와이즈(Milton wiess) 중위는 전쟁전 피아니스트와 학교 음악선생님을 했던 인물이라 슈트라우스를 알아보았고 지휘소를 다른 곳에 설치하였다고 한다.
하지만 몇 시간 후 다른 미군들이 집으로 찾아와 15분 이내에 집을 비워야 한다고 통보를 했고 슈트라우스는 당시 지휘관이였던 존 크라이머스 소령에게 과거 미국 순회공연중 받았던 웨스트버지니아주 모건타운 명예시민증과 함께 '장미의 기사' 악보를 보여주며 자신을 소개하였고 슈트라우스의 열혈팬이였던 크라이머스 소령은 슈트라우스 자택 잔디밭에 '출입금지' 팻말을 달아 슈트라우스 일가를 보호하고 존중해 주었다고 한다.
한편 당대 최고 음악가중 한명인 슈트라우스의 소식이 전해지자 클래식 애호가인 몇 몇 미군들이 가르미슈의 슈트라우스 자택을 찾아왔었는데 그 가운데 미국전략사무국(OSS - CIA의 전신) 소속의 젊은 장교 존 드 랭시가 있었다. 전쟁 전 피츠버그 심포니의 수석 오보이스트를 지냈고 전후 미국 유수의 오케스트라인 필라델피아 오케스트라 수석 오보이스트를 역임할 만큼 뛰어난 오보에 연주가였던 랭시는 슈트라우스에게 오보에 협주곡을 작곡 할 생각이 없는지 물었고 이에 슈트라우스는 '아니오'라고 답을 했다고 한다.
하지만 6개월 후 슈트라우스는 오보에 협주곡 D장조를 발표하였는데 악보에 '어느 미군이 제안하였음'이라고 적어놨으며 오보에 협주곡 D장조의 미국 초연에 대한 권리를 랭시에게 주었다.

## 작품

### 오페라, 무대작품
19세기의 끝 무렵에, 슈트라우스는 오페라로 관심을 돌렸다. 이 장르에 대한 그의 첫 두 시도인 《군트람》(1894)과 《사라진 불》(1901)는 치명적인 실패였다. 1905년에 그는 오스카 와일드의 연극에 기초한 《살로메》를 만들어 냈고, 반응은 교향시《돈 후안》때처럼 열정적이고 극단적이었다. 뉴욕의 메트로폴리탄 오페라에서 공연이 이루어졌을 때, 대중의 강력한 항의에 공연은 단 한 번만 이루어진 후 끝나 버렸다. 의심할 여지가 없이, 이런 상황의 상당수는 주제의 문제에 의한 것이었지만, 부정적 반응의 일부는 그 당시 오페라 하우스에서는 거의 들을 수 없었던 슈트라우스의 불협화음 사용에 있었다. 그럼에도 오페라는 크게 성공했고, 리하르트 슈트라우스는 이 오페라에서 벌어들인 수입만으로 가르미슈 파르텐키르헨의 그의 집을 마련하는 데에 돈을 댈 수 있었다.
슈트라우스의 다음 오페라는 《엘렉트라》였는데, 불협화음을 한층 더 많이 사용했다. 이 곡은 슈트라우스가 시인 후고 폰 호프만스탈과 협력한 첫 오페라였다. 이 두 명은 수많은 다른 경우에도 같이 일했다. 하지만 이후의 작품에서, 슈트라우스는 그의 화성 언어를 약간 순화시켰고, 그 결과물이었던 《장미의 기사》는 큰 대중적 성공을 거뒀다. 슈트라우스는 1940년까지 주기적인 간격으로 오페라를 계속 만들어 나갔다. 그 가운데에는 《낙소스의 아리아드네》(1912), 《그림자 없는 여인》(1918), 《간주곡》(1923), 《이집트의 헬레나》(1927), 《아라벨라》(1932) (이상 모두 호프만스탈과의 협력에 의함), 《말 없는 여인》(1934) (대본작가 슈테판 츠바이크의 대본), 《평화의 날》(1936) 과 《다프네》(요제프 그레고르와 츠바이크의 대본), 《다나에의 사랑》(그레고르의 대본), 그리고 《카프리치오》(클레멘스 크라우스의 대본) 등이 있다.
- 《군트람》 Op.25 1892년 (1892.11.24)
- 《사라진 불》 Op.50 1901년 (1901.5.21)
- 《살로메》 Op.54 1905년 (1905.6.20 (일곱 베일의 춤 없음) 1905년 8월 하순; 일곱 베일의 춤 작곡)
- 《엘렉트라》 Op.58 1898년 (1908. 9.22)
- 《장미의 기사》 Op.59 1910년 (1910.9.26)
- 《낙소스의 아리아드네》 Op.60-1 1912년 ~ 1916년 (1910. 7.22) (1916. 6.19) (원래 평민귀족 대본에 의한 부수음악극으로 작곡했으나 초연실패로 개작해 새로운 오페라로 만듬)
- 《그림자 없는 여인》 Op.65 1917년 (1917.6.24)
- 《평민귀족》 Op.60-2 (1917.10.11)
- 《인테르메초》 Op.72 1923년 (1923.8.21)
- 《아테네의 폐허》극음악 AV.190 1924년
- 《장미의 기사 영화음악》 Op.112 1925년
- 《이집트의 헬레나》 Op.75 1927년 (제1고; 1927.10.8) 초연실패, 1933년 (1933. 1.15) (빈 개정판)
- 《이도메네오》 K.366 (모차르트의 오페라, 슈트라우스가 개작) 1930년 (1930.9.28)
- 《아라벨라》 Op.79 1932년 (1932.10.12) (호프만스탈의 사망으로 2,3막 대본은 작곡가 자신이 작성)
- 《말 없는 여인》 Op.80 1935년 (1935.1.17) (대본작가 슈테판 츠바이크의 대본)
- 《평화의 날》 Op.81 1936년 (1936. 6.16)
- 《다프네》 Op.82 1937년 (1937.12.24) (요제프 그레고르와 츠바이크의 대본)
- 《다나에의 사랑》 Op.83 1940년 (1940.6.28) (그레고르의 대본)
- 《카프리치오》 Op.85 (1941.8.3) (클레멘스 크라우스의 대본)
- 《당나귀 그림자에 대한 재판》 AV.300 1948년 (미완성, 카를 하우스너의 의해 관현악보필)

### 발레음악
- 《요셉의 전설》 Op.63 1914년
- 《휘핑크림》 Op.70 1920년-1921년

### 가곡
- 《자장가》 1878년
- 《헌정》 Op.10-1 1882년-1883년
- 《만령절》 Op.10-8 1883년
- 《세레나데 》 Op.17-2
- 《세실리아》 Op.27-2 1894년
- 《은밀한 권유》 Op.27-3 1894년
- 《내일》 Op.27-4 1894년
- 《자장가》 Op.41-1 1899년
- 《네 개의 마지막 노래》 AV.150 1948년
- 《접시꽃》 AV.304 (유작) 1948년

#### 가곡집
- 헤르만 길름의 시집 '마지막 장'에 의한 8개의 가곡 Op.10(1885)
- 5개의 중성(中聲)용 가곡 Op.15 (1886)
- 아돌프 프리드리히 폰 샤크 백작의 시에 의한 6개의 고성(高聲)용 가곡 Op.17(1886-87)
- 아돌프 프리드리히 폰 샤크 백작의 시집 '연잎'에 의한 6개의 가곡 Op.19 (1888)
- 펠릭스 단의 시집 '소녀의 꽃'에 의한 4개의 가곡 Op.22 (1888)
- 펠릭스 단의 시집 '소박한 노래'에 의한 5개의 가곡 Op.21 (1889-90)
- 니콜라우스 폰 레나우의 시에 의한 2개의 가곡 Op.26(1891)
- 4개의 가곡 Op.27 (1894)
- 오토 율리우스 비어바움의 시에 의한 3개의 고성(高聲)용 가곡 Op.29(1895)
- 칼 부세와 리하르트 데멜의 시에 의한 4개의 가곡 Op.31(1895-96)
- 5개의 가곡 Op.32(1896)
- 관현악 반주에 의한 4개의 가곡 Op.33(1896-97)
- 4개의 가곡 Op.36(1897-98)
- 6개의 고성(高聲)용 가곡 Op.37(1896-98)
- 5개의 가곡 Op.39(1898)
- 5개의 가곡 Op.41(1899)
- 옛 독일 시인들의 시에 의한 3개의 고성(高聲)용 가곡 Op.43(1899)
- 관현악 반주에 의한 2개의 저성(低聲)용 가곡 Op.44(1899)
- 프리드리히 뤼케르트의 시에 의한 5개의 가곡Op.46(1899-1900)
- 루트비히 울란트의 시에 의한 5개의 가곡 Op.47(1900)
- 오토 율리우스 비어바움과 칼 헹켈의 시에 의한 5개의 가곡 Op.48(1900)
- 8개의 가곡 Op.49(1901)
- 관현악 반주에 의한 2개의 저음 베이스용 가곡 Op.51(1902/06)
- 6개의 가곡 Op.56(1903/05-06)
- 알프레트 케어의 시에 의한 12개의 가곡 '상인의 거울' Op.66(1918)
- 윌리엄 셰익스피어의 '햄릿' 과 요한 볼프강 폰 괴테의 '서동시집'에 의한 6개의 고성(高聲)용 가곡 Op.67(1918)
- 클레멘스 브렌타노의 시에 의한 6개의 가곡 Op.68(1918)
- 아힘 폰 아르님과 하인리히 하이네의 시에 의한 5개의 작은 가곡 Op.69(1918)
- 프리드리히 횔덜린의 시에 의한 3개의 고성(高聲)용 찬가 Op.71(1921)
- 한스 베트게의 페르시아와 중국 번역시집 '동양의 노래'에 의한 5개의 가곡 Op.77(1928)
- 4개의 고음 베이스용 가곡 Op.87(1922/29/35)
- 3개의 가곡 Op.88(1933/42) (마지막 출판 작품)

### 합창곡
- 2개의 노래 Op.34
- 독일 모테트 Op.62
- 하루의 시간 Op.76
- 방랑자와 폭풍의 노래 Op.14
- 타이페르 Op.52

### 교향곡
- 교향곡 1번 라단조 AV.69 (Symphony No.1 in D minor) 1880년
- 교향곡 2번 바단조 Op.12 (Symphony No.2 in F minor) 1884년
- 교향곡 3번 바장조 Op.53 “가정” (Sinfonia Domestica, Domestic Symphony), (Symphony No.3 in F major) 1903년
- 교향곡 4번 내림나단조 Op.64 “알프스” (Eine Alpensinfonie, An Alpine Symphony), (Symphony No.4 in B♭ minor) 1915년

슈트라우스는 교향곡을 4곡 작곡했는데 그중 후기 2곡인 《 교향곡 3번 '가정'》(1902–1903), 그리고《교향곡 4번 '알프스'》(1911–1915) 등이 유명하다.

### 교향시
- 《돈 후안》 1888년
- 《맥베스》 1890년
- 《죽음과 변용》 1889년
- 《틸 오일렌슈피겔의 유쾌한 장난》 1894년
- 《차라투스트라는 이렇게 말했다》1896년
- 《돈키호테》 Op.35 1897년 (첼로(비올라 겸)를 위한 협주적 작품)
- 《영웅의 생애》 (Ein Heldenleben) 1898년
- 《도나우》 (Die Donau) AV.291 1942년 ~ 1949년 (미완성)

슈트라우스의 성숙한 개성을 보여주는 첫 작품으로 널리 인지되는 곡인 교향시 《돈 후안》이 1889년에 초연되었을 때에, 청중의 절반은 환호한 반면 나머지 절반은 야유를 보냈다. 슈트라우스는 자신만의 음악적인 목소리를 찾았다는 사실을 알았으며, “나는 이제 내가 가고 싶은 길에 올랐다는 사실, 예술가가 그의 수 천의 동료들에 의해 미치지 않은 것으로 간주되었다는 것을 알았다는 것에 편안하다”고 말했다. 슈트라우스는 일련의 다른 교향시를 썼는데, 이 가운데에는 《죽음과 변용》(1888–1889), 《틸 오일렌슈피겔의 유쾌한 장난》(1894), 《차라투스트라는 이렇게 말했다》(1896), 《영웅의 생애》(1897–1898) 등이 있다.

### 협주곡
슈트라우스는 상당히 많은 독주 작품을 썼다. 가장 잘 알려진 것은 두 개의 호른 협주곡이며, 현재에도 독주 호른 연주자들이 가장 많이 연주하는 표준 레퍼토리 가운데 하나이다. 또한 바이올린 협주곡, 오보에 협주곡, 바순과 클라리넷을 위한 이중 협주곡 등이 있다. 바순과 클라리넷을 위한 이중 협주곡에는 음악외적 구도가 있는데, 클라리넷이 공주를, 바순이 그녀와 춤추려 하는 곰을 상징한다. 결국 그들은 춤을 추고 곰은 왕자로 변한다는 등의 내용이다.
- 바이올린 협주곡 라단조 Op.8 1882년
- 부를레스케 라단조 AV.85 1885년 (피아노 협주)
- 가정교향곡 부록 Op.73 (피아노 협주, 왼손)
- 판아테네의 대제 Op.74 (피아노 협주, 왼손)
- 클라리넷과 관현악을 위한 로망스 내림마장조 AV.61
- 첼로와 관현악을 위한 로망스 바장조 AV.75
- 호른 협주곡 1번 내림마장조 Op.11 1883년
- 호른 협주곡 2번 내림마장조 AV.132 1943년 11월 28일
- 오보에 협주곡 라장조 AV.144 1945년 10월 25일
- 이중협주곡 바장조 AV.147 1947년 12월 16일

- 호른 협주곡 다단조 Op.8

### 기타 관현악곡
- 축전행진곡 내림마장조 Op.1
- 축전행진곡 다장조 AV.84, TrV.157 1888년
- 세레나데 사장조 AV 32 1877년
- 연주회용 서곡 다장조 TrV 125
- 이탈리아에서 (교향적환상곡) 사장조 Op.16 1886년
- 평민귀족 Op.60-3 1917년 (극음악에서 발췌한 조곡형식의 9개의 음악)
- 쿠프랭의 클라브생 조곡집에 의한 무용 조곡 AV.107 1923년 (Dance Suite after Couperin)
- 쿠프랭의 클라브생 조곡집의 의한 디베르티멘토 Op.86 1940년
- 장미의 기사 조곡 AV.145 1945년
- 장미의 기사 왈츠 1,2번
- 축전전주곡 Op.61 1913년
- 일본축전곡 Op.84 1940년 (정식 명칭은 일본 황기 이천육백년의 부치는 축전곡, 2차 대전 당시 일본 정부가 6개국 작곡가들에게 건국 2600년 기념으로 의뢰된 황기 2600주년 기념 봉축곡 중 하나, 현재 전체주의(파시즘) 합리화된다는 이유로 연주금지)
- 메타모르포젠 (Metamorphosen) AV.142 1945년 (현악합주곡)

### 관악합주곡
- 13개의 관악기를 위한 세레나데 Op.7 1881년
- 13개의 관악기를 위한 모음곡 Op.4 1884년
- 요한 기사단의 장엄한 입장 AV.103 (Feierlicher Einzug der Ritter des Johanniter-Ordens) 1909년
- 빈 필하모닉을 위한 팡파레 AV.109 (Wiener Philharmoniker Fanfare) 1924년
- 빈 시의 음악주간 개회식을 위한 팡파르 AV.110 (Fanfare zur Eröffnung der Musikwoche der Stadt Wien) 1924년
- 목관을 위한 소나티네 1번 바장조 '노인의 작업실에서' AV.135 1943년
- 목관을 위한 소나티네 2번 내림마장조 '기쁨의 찬 작업실' AV.143 1944년 ~ 1945년

### 실내악곡
- 첼로 소나타 바장조 Op.6 1883년
- 바이올린 소나타 내림마장조 Op.18 1886년
- 이노크 아든 (Enoch Arden) Op.38 (낭독자와 피아노를 위한 멜로드라마, 앨프리드 테니슨의 시에 의함)
- 현악4중주 가장조 Op.2 1880년
- 피아노 4중주 다단조 Op.13 1885년
- 피아노 3중주 1번 가장조 1877년
- 피아노 3중주 2번 라장조 1878년
- 현악4중주 다단조 1875년
- 현악4중주 내림마장조 1879년
- 피아노 4중주를 위한 2개의 소품 1894년
- 피아노 4중주를 위한 세레나데 사장조 AV.168 1882년
- 바이올린과 피아노를 위한 알레그레토 마장조 1948년
- 호른과 피아노를 위한 서주, 주제와 변주곡 AV.52 1878년

### 피아노곡
- 피아노 소나타 B단조 Op.5 1880년~1881년
- 5개의 피아노 소품 Op.3 1882년
- 모음곡 풍경화 Op.9 1882년-1884년

### 저서
- 《사색과 기억》(김윤미 역, 포노, 2022). ISBN 979-11-89716-26-4

## 더 읽어보기
- Michael Kennedy, "Richard Strauss," The New Grove Dictionary of Music and Musicians, ed. Stanley Sadie. 20 vol. London, Macmillan Publishers Ltd., 1980. ISBN 1-56159-174-2
- Bryan Gilliam: "Richard Strauss", Grove Music Online ed. L. Macy (Accessed August 19, 2005), (subscription access)보관됨 2008-05-16 - 웨이백 머신 (This article is very different from the one in the 1980 Grove; in particular, the analysis of Strauss's behavior during the Nazi period is more detailed.)

## 참고 문헌
- Del Mar, Norman (1962). Richard Strauss. London: Barrie & Jenkins. ISBN 0-214-15735-0.
- Gilliam, Bryan (1999). The Life of Richard Strauss. Cambridge: Cambridge University Press. ISBN 0-521-57895-7.
- Kennedy, Michael (1999). Richard Strauss: Man, Musician, Enigma. Cambridge: Cambridge University Press. ISBN 0-521-58173-7.
- Osborne, Charles (1991). The Complete Operas of Richard Strauss. New York City: Da Capo Press. ISBN 0-306-80459-X.
- Wilhelm, Kurt (1989). Richard Strauss: An Intimate Portrait. London: Thames & Hudson. ISBN 0-500-01459-0.